# Pere Maria Orts i Bosch
Pere Maria Orts i Bosch, né à Valence le 5 juillet 1921 et mort le 26 février 2015, est un écrivain, historien, chercheur, héraldiste et collectionneur d'œuvres d'art privé valencien. 
Il est désigné membre de l'Académie valencienne de la langue comme membre concerté entre les deux principaux partis valenciens (PPCV et PSPV-PSOE),, il reçoit la haute distinction de la Généralité valencienne en 2006.

## Œuvre
En catalan
- Arribada d'una imatge de la Verge a Benidorm (1972).
- Introducció a la història de la Vila-Joiosa i el notari Andreu Mayor (1972).
- L'almirall Bernat de Sarrià i la Carta de Poblament de Benidorm (1976).
- Història de la Senyera al País Valencià (1979).
- Carta Pobla de Benidorm (1987).
- Carta Pobla d'Altea (1988).
- Carta Pobla de la Núcia (1989).
- Notes sobre certs topònims valencians en el Llibre dels fets del rei En Jaume (1994) dans Saitabi, revue de la Faculté de Géographie et Histoire de l'Université de Valence.

En espagnol
- Una imagen de la Virgen en Benidorm (1965).
- Alicante, notas históricas (1373–1800) (1971).
- Regalismo en el siglo XVI. Sus implicaciones políticas en la Diputación de Valencia (1971).
- Los Borja: de Xàtiva a Roma. Notas acerca del origen y ascenso de los Borja (1995).